# Belovodica
Belovodica (macedónul: Беловодица) település Észak-Macedóniában, a Pelagonijai körzet Prilepi járásában.

## Népesség
| Lakosok száma | 511  | 461  | 356  | 182  | 73   | 25   | 18   | 24   | 15   |
|               | 1948 | 1953 | 1961 | 1971 | 1981 | 1991 | 1994 | 2002 | 2021 |

- 2002-ben 24 lakosa volt, akik mindannyian macedónok.